# Rue Émile Gérard

La rue Émile Gérard est une rue de Liège située entre la rue Sainte-Marguerite et la rue de Hesbaye. Elle se trouve dans le quartier Sainte-Marguerite.

## Toponymie
Émile Gérard (wa), né à Liège le 24 octobre 1851 et mort le 22 novembre 1916, était un poète écrivant en wallon.